# Église Saint-Étienne de Bathernay
Pour les articles homonymes, voir Église Saint-Étienne et Saint-Étienne (homonymie).
L'église Saint-Étienne est une église catholique située à Bathernay, en France.

## Localisation
L'église est située dans le département français de la Drôme, sur la commune de Bathernay.

## Historique
L'édifice a été classé au titre des monuments historiques en 1921.